# جانگ اوک-گیونگ
جانگ اوک-گیونگ (انگلیسی: Jang Ok-gyong؛ زادهٔ ۲۹ ژانویهٔ ۱۹۸۰) بازیکن فوتبال زن اهل کره شمالی بود.
وی همچنین در تیم ملی فوتبال زنان کره شمالی بازی کرده است.